# Эдин, Никлас
| место | изм | Команда          | Очки  |
| ----- | --- | ---------------- | ----- |
| 11    | ▲ 1 | Жоэль Реторна    | 216   |
| 12    | ▼ 1 | Кори Дропкин     | 215.5 |
| 13    | ▬   | Никлас Эдин      | 214.9 |
| 14    | ▲ 1 | Магнус Рамсфьелл | 199.8 |
| 15    | ▼ 1 | Rylan Kleiter    | 186.6 |

Ю́хан Ни́клас Эди́н (швед. Johan Niklas Edin; род. 6 июля 1985, Q10667386?, Вестерноррланд) — шведский кёрлингист, скип национальной мужской сборной Швеции, чемпион и призёр зимних Олимпийских игр среди мужских команд, семикратный чемпион мира и семикратный чемпион Европы. Один из самых титулованных спортсменов в истории кёрлинга.

## Карьера
Никлас Эдин завоевал одну золотую и три серебряных медали на молодёжных чемпионатах мира, стал победителем Универсиады 2009 года, завоевал на чемпионатах Европы золото 2009 и 2012 годов и серебро 2011 года, становился вторым и третьим на чемпионатах Европы среди смешанных команд.
На Олимпийских играх 2010 года сборная Швеции под руководством Никласа Эдина была одним из претендентов на медаль. В дополнительном матче за место в полуфинале сборная Швеция в экстра-энде победила чемпионов мира 2009 года — шотландцев (скип — Дэвид Мёрдок), выступавших под флагом Великобритании. Но затем в полуфинале последовало поражение от хозяев — сборной Канады под руководством Кевина Мартина, чемпионов мира 2008 года, а в матче за бронзовую медаль шведы уступили команде Маркуса Эгглера из Швейцарии.
В сезоне 2010/11 сборная Швеция стала шестой на чемпионате Европы 2010 и взяла «бронзу» на чемпионате мира 2011. В сезоне 2011/12 шведы завоевали «серебро» на чемпионате Европы 2010 и второй год подряд «бронзу» на чемпионате мира 2012. Однако, Эдин участвовал только в 3 матчах чемпионата мира в связи с болями в спине.
В сезоне 2012/13 сборная Швеции победила на чемпионате Европы 2012.

## Достижения
- Зимние Олимпийские игры: золото (2022), серебро (2018), бронза (2014).
- Чемпионат мира по кёрлингу среди мужчин: золото (2013, 2015, 2018, 2019, 2021, 2022, 2024), серебро (2017), бронза (2011, 2012).
- Кубок мира по кёрлингу 2018/2019: серебро (2 этап, 3 этап).
- Чемпионат Европы по кёрлингу: золото (2009, 2012, 2014, 2015, 2016, 2017, 2019), серебро (2011, 2018, 2021, 2023).
- Чемпионат Швеции по кёрлингу среди мужчин: (2009, 2010, 2015, 2016, 2018, 2019, 2020, 2023), серебро (2008).[5]
- Зимние Универсиады: золото (2009).
- Чемпионат мира по кёрлингу среди юниоров: золото (2004), серебро (2005, 2006, 2007).
- Чемпионат Швеции по кёрлингу среди юниоров: золото (2004, 2006, 2007).
- Чемпионат Европы по кёрлингу среди смешанных команд: серебро (2005), бронза (2008).
- Чемпионат Швеции по кёрлингу среди смешанных команд: золото (2005, 2008), бронза (2025).
- Чемпионат Швеции по кёрлингу среди смешанных пар: серебро (2017), бронза (2009).
- Почётный приз Collie Campbell Memorial Award (вручается кёрлингисту, который показывает наилучший уровень игры в кёрлинг и наилучшим образом демонстрирует «дух кёрлинга»): 2013.
- Команда всех звёзд (англ. All-Star Team) чемпионата мира среди юниоров: 2004.

## Команды
| Сезон                                               | Четвёртый        | Третий                 | Второй               | Первый             | Запасной                                                                | Турниры |
| --------------------------------------------------- | ---------------- | ---------------------- | -------------------- | ------------------ | ----------------------------------------------------------------------- | --- |
| 2003—04                                             | Никлас Эдин      | Нильс Карлсен          | Jörgen Granberg      | Фредрик Линдберг   | Андерс Эрикссон тренер: Рикард Хальстрём                                | ЧМЮ 2004 |
| 2004—05                                             | Нильс Карлсен    | Себастьян Краупп       | Маркус Хассельборг   | Манне Алльберг     | Никлас Эдин                                                             | ЧМЮ 2005 |
| 2005—06                                             | Нильс Карлсен    | Никлас Эдин            | Маркус Хассельборг   | Манне Алльберг     | Фредрик Линдберг (ЧМЮ), Даниэль Тенн (ЧМ) тренер: Микаэль Хассельборг   | ЧМЮ 2006 · ЧМ 2006 (5 место) |
| 2006—07                                             | Нильс Карлсен    | Никлас Эдин            | Маркус Хассельборг   | Манне Алльберг     | Кристиан Линдстрём                                                      | |
| 2006—07                                             | Дэвид Мёрдок     | Никлас Эдин            | Питер Смит           | Юан Байерс         |                                                                         | ККК 2007 |
| 2006—07                                             | Никлас Эдин      | Маркус Хассельборг     | Манне Алльберг       | Фредрик Линдберг   | Кристиан Линдстрём                                                      | ЧМЮ 2007 |
| 2007—08                                             | Нильс Карлсен    | Никлас Эдин            | Маркус Хассельборг   | Манне Алльберг     |                                                                         | ЧШМ 2008 |
| 2008                                                | Дэвид Мёрдок     | Эван Макдональд        | Никлас Эдин          | Юан Байерс         |                                                                         | ККК 2008 |
| 2008—09                                             | Никлас Эдин      | Себастьян Краупп       | Фредрик Линдберг     | Виктор Челль       | тренер: Сёрен Гран                                                      | ЗУ 2009 |
| 2009—10                                             | Никлас Эдин      | Себастьян Краупп       | Фредрик Линдберг     | Виктор Челль       | Оскар Эрикссон тренер: Сёрен Гран                                       | ЧЕ 2009 · ЗОИ 2010 (4 место) |
| 2010—11                                             | Никлас Эдин      | Себастьян Краупп       | Фредрик Линдберг     | Виктор Челль       | Оскар Эрикссон тренер: Сёрен Гран                                       | ЧЕ 2010 (6 место) · ККК 2011 · ЧМ 2011                                                                                                  |
| 2011—12                                             | Никлас Эдин      | Себастьян Краупп       | Фредрик Линдберг     | Виктор Челль       | Оскар Эрикссон тренер: Маркус Хассельборг                               | ЧЕ 2011 · ККК 2012 · ЧМ 2012 |
| 2012—13                                             | Никлас Эдин      | Себастьян Краупп       | Фредрик Линдберг     | Виктор Челль       | Оскар Эрикссон тренер: Ева Лунд                                         | ЧЕ 2012 · ККК 2013 · ЧМ 2013 |
| 2013—14                                             | Никлас Эдин      | Себастьян Краупп       | Фредрик Линдберг     | Виктор Челль       | Оскар Эрикссон тренер: Ева Лунд                                         | ЧЕ 2013 (5 место) · ККК 2014 · ЗОИ 2014                                                                                                 |
| 2014—15                                             | Никлас Эдин      | Оскар Эрикссон         | Кристиан Линдстрём   | Кристофер Сундгрен | Хенрик Лек тренер: Фредрик Линдберг                                     | ЧЕ 2014 · ККК 2015 · ЧМ 2015 |
| 2015—16                                             | Никлас Эдин      | Оскар Эрикссон         | Кристиан Линдстрём   | Кристофер Сундгрен | Хенрик Лек тренер: Фредрик Линдберг                                     | ЧЕ 2015 · ККК 2016 · ЧМ 2016 |
| 2016—17                                             | Никлас Эдин      | Оскар Эрикссон         | Расмус Врано         | Кристофер Сундгрен | Хенрик Лек тренер: Фредрик Линдберг                                     | ЧЕ 2016 · ККК 2017 · ЧМ 2017 |
| 2017—18                                             | Никлас Эдин      | Оскар Эрикссон         | Расмус Врано         | Кристофер Сундгрен | Хенрик Лек (ЧЕ, ЗОИ, ЧМ) тренер: Фредрик Линдберг                       | ЧЕ 2017 · ККК 2018 · ЗОИ 2018 · ЧШМ 2018 · ЧМ 2018                                                                                      |
| 2018—19                                             | Никлас Эдин      | Оскар Эрикссон         | Расмус Врано         | Кристофер Сундгрен | Даниэль Магнуссон (ЧЕ, ЧМ) тренер: Фредрик Линдберг                     | КМ 2018/19 (1 этап) (5 место) · ЧЕ 2018 · КМ 2018/19 (2 этап) · ЧШМ 2019 · КМ 2018/19 (3 этап) · ЧМ 2019 · КМ 2018/19 (финал) (4 место) |
| 2019—20                                             | Никлас Эдин      | Оскар Эрикссон         | Расмус Врано         | Кристофер Сундгрен | Даниэль Магнуссон (ЧЕ) тренер: Фредрик Линдберг                         | ЧЕ 2019 · ЧШМ 2020 |
| 2020—21                                             | Никлас Эдин      | Оскар Эрикссон         | Расмус Врано         | Кристофер Сундгрен | Даниэль Магнуссон тренер: Фредрик Линдберг                              | ЧМ 2021 |
| 2021—22                                             | Никлас Эдин      | Оскар Эрикссон         | Расмус Врано         | Кристофер Сундгрен | Даниэль Магнуссон тренер: Фредрик Линдберг                              | ЧЕ 2021 · ЗОИ 2022 · ЧМ 2022 |
| 2022—23                                             | Оскар Эрикссон   | Расмус Врано           | Даниэль Магнуссон    | Кристофер Сундгрен | Никлас Эдин тренер: Фредрик Линдберг                                    | ЧШМ 2023 |
| 2022—23                                             | Никлас Эдин      | Оскар Эрикссон         | Расмус Врано         | Кристофер Сундгрен | Даниэль Магнуссон тренер: Фредрик Линдберг                              | ЧМ 2023 (6 место) |
| 2023—24                                             | Никлас Эдин      | Оскар Эрикссон         | Расмус Врано         | Кристофер Сундгрен | Даниэль Магнуссон тренер: Александр Линдстрём                           | ЧЕ 2023 · ЧМ 2024 |
| 2024—25                                             | Никлас Эдин      | Оскар Эрикссон         | Расмус Врано         | Кристофер Сундгрен | Даниэль Магнуссон (ЧЕ), Симон Улофссон (ЧМ) тренер: Александр Линдстрём | ЧЕ 2024 (5 место) ЧМ 2024 (5 место) |
| Кёрлинг среди смешанных команд (mixed curling)      |                  |                        |                      |                    |                                                                         | |
| 2004—05                                             | Себастьян Краупп | Anna Viktorsson        | Никлас Эдин          | Стина Викторссон   |                                                                         | ЧШСК 2005 |
| 2005—06                                             | Никлас Эдин      | Стина Викторссон       | Себастьян Краупп     | Anna Viktorsson    |                                                                         | ЧЕСК 2005 |
| 2007—08                                             | Никлас Эдин      | Анетте Норберг         | Эрик Карлсен         | Анна Хассельборг   |                                                                         | ЧШСК 2008 |
| 2008—09                                             | Никлас Эдин      | Анна Хассельборг       | Эрик Карлсен         | Сабина Краупп      |                                                                         | ЧЕСК 2008 |
| 2024—25                                             | Никлас Эдин      | Jenny Klockervold Wall | Thomas Wallentinsson | Emma Hansson       | тренер: Кайса Бергстрём                                                 | ЧШСК 2025 |
| Кёрлинг среди смешанных пар (mixed doubles curling) |                  |                        |                      |                    |                                                                         | |
| 2008—09                                             | Никлас Эдин      | Лотта Леннартссон      |                      |                    |                                                                         | ЧШСП 2009 |
| 2015—16                                             | Сесилия Эстлунд  | Никлас Эдин            |                      |                    |                                                                         | ЧШСП 2016 (9 место) |
| 2016—17                                             | Сара Макманус    | Никлас Эдин            |                      |                    |                                                                         | ЧШСП 2017 |
| 2018—19                                             | Tilde Vermelin   | Никлас Эдин            |                      |                    |                                                                         | ЧШСП 2019 (4 место) |
| 2019—20                                             | Изабелла Врано   | Никлас Эдин            |                      |                    |                                                                         | ЧШСП 2020 (9 место) |
| 2020—21                                             | Emma Sjödin      | Никлас Эдин            |                      |                    |                                                                         | ЧШСП 2021 (5 место) |

(скипы выделены полужирным шрифтом)